# Le Suicidé (Édouard Manet)
Le Suicidé (O suicida, em tradução literal do francês) é uma pintura a óleo feita por Édouard Manet entre 1877 e 1881. A obra tem dimensões de 38 cm por 46 cm e atualmente encontra-se na Fundação Emil Georg Bührle, na cidade de Zurique, na Suíça.
O conteúdo pictórico da obra concentra-se em uma figura masculina que acabou de cometer suicídio. Além de um revólver que pende da mão direita, há resquícios de sangue na camisa do indivíduo representado, indicando que ele tirou a própria vida atirando em si mesmo com uma arma de fogo.
De acordo com Ulrike Ilg, o realismo da pintura pode ser considerado influência das tendências naturalistas de Gustave Courbet. O crítico de arte estabelece um paralelo entre a obra de Manet e a tela Enterro em Ornans (1849-50) – considerada um marco na mudança da abordagem técnica de Courbet –, a qual retrata um cortejo fúnebre.

Devido ao realismo gráfico, a pintura de Manet quebrou o padrão artístico em relação ao tema abordado. As representações anteriores de suicidas tornaram-se conhecidas por romantizarem o suicídio, aludindo a figuras da antiguidade clássica como Ájax, Lucrécia, Sêneca ou Sócrates.